# 鶴来紘一
鶴来 紘一（つるぎ こういち、1939年または1940年 - ）は、日本の地方公務員。神戸市都市計画局長、同市建設局長、同市助役、同市住宅供給公社理事長を歴任。瑞宝小綬章受章。

## 人物・経歴
石川県立金沢泉丘高等学校卒業、金沢大学工学部土木工学科卒業。神戸市役所入庁後、都市計画畑を歩み、都市計画局計画部計画課長、土木局西土木事務所長、都市計画局計画部長、企画調整局参与（技術担当）などを歴任後、1995年 (平成7年) 1月17日 阪神・淡路大震災発生。同月25日 市都市計画局長だった鶴来は建設省幹部に対し新長田駅南側について区画整理と再開発を要望。スピード重視の計画策定の中心を担った。1997年4月 都市計画局長を松下綽宏と交代し市田清弘の後任として建設局長、同年11月 前野保夫とともに神戸市助役。株式会社神戸ハーバーランド情報センター代表取締役社長を兼務。財団法人神戸市下水道公社、社団法人神戸国際カントリー倶楽部の解散を行った。退任後、神戸市住宅供給公社理事長。

## 栄典
- 2014年11月 秋の叙勲で地方自治功労により瑞宝小綬章受章[1]